# Playa Magagna
Playa Magagna est une localité rurale argentine située dans le département de Rawson, dans la province de Chubut.